# Locomotiva PKP EP07
La EP07 è una locomotiva elettrica delle ferrovie polacche per treni viaggiatori.

## Storia
Le locomotive EU07 sono la generazione di locomotive per il trasporto passeggeri più conosciuta dai binari polacchi. Tuttavia, a causa della obsolescenza del progetto e dei loro parametri di prestazioni scadenti venne decisa la loro modernizzazione, che venne avviata nel 1995, attraverso la sostituzione dei motori e dei rapporti di trasmissione allungati da 79/18 a 76/21 per rendere la locomotiva più adatta per il trasporto di treni passeggeri. Inizialmente le modifiche avrebbero dovuto riguardare solamente le locomotive tipo 303E, realizzate tra il 1983 e il 1994, ma successivamente le modifiche hanno riguardato entrambe le versioni, la versione 4E, realizzata tra il 1965 e il 1974, e la versione 303E. 
Le modernizzazioni sono state eseguite da ZNTK Oleśnica, ZNTK Mińsk Mazowiecki, HCP Poznań e "Newag" Nowy Sącz. La modifica del rapporto di trasmissione non ha influito sulla velocità massima, ma ha ridotto il regime del motore, rendendo più facile mantenere la velocità massima della locomotiva, mentre i nuovi motori di trazione LKb535 consentivano una temperatura operativa più elevata rispetto ai precedenti EE541. La velocità massima consentita dei motori EE541b nella serie EU07 è ad un regime di 2390 giri/min, mentre nella serie EP07, nella stessa situazione, raggiungono solo 1962 giri al minuto, aumentandone la durata.
Le locomotive modernizzate mantennero il loro numero di serie; ad esempio la locomotiva EU07-351 divenne EP07-351.
Nel dicembre 2006, 74 locomotive EP07 e EU07 appartenenti a PKP Cargo sono state vendute alla società PKP Przewozy Regionalne. Le locomotive hanno ricevuto una nuova verniciatura, le cabine di guida hanno ricevuto isolamento termico e acustico, nonché nuovi sedili per guidatore e aiutante, tergicristalli elettrici e faretti alogeni. Le locomotive hanno ricevuto una nuova numerazione da 1001 in poi. A causa del fatto che le locomotive acquistate necessitavano di riparazioni ed essendo risultato un accurato controllo che ben 7 di queste non erano adatte per ulteriori operazioni di ammodernamento, in seguito furono aggiunte altre due locomotive con i numeri di serie 006 e 007. Attualmente ci sono più di 160 locomotive EP07. Nel 2008, 5 EU07 con i numeri 075, 315, 099, 006, 007 sono state modernizzate; dopo la modernizzazione, hanno ricevuto i numerali 1006, 1014, 1020, 1049, 1067. L'EU07-099 ha subito un leggero ammodernamento: i motori di trazione sono stati riprogettati, sono stati costruiti nuovi mezzi pantografi e sono state ammodernate le cabine di guida. Le locomotive hanno anche un display a LED. Nel 2012-13, 5 EU07 riammodernate nel tipo EP07P, hanno ricevuto una nuova numerazione dal 2001 in poi. La modernizzazione comprendeva l'installazione di un convertitore statico e la loro climatizzazione.

## Locomotive convertite in EP07
In grassetto le locomotive ammodernate per PKP PR, attualmente gestite da PKP Intercity, e in corsivo le locomotive attualmente in servizio per PKP PR come EP07-2000.
Serie 4E (48 locomotive)
- EU07-006, 007, 016, 021, 024, 027, 028, 032, 039, 042, 044, 046, 050, 053, 054, 056, 057, 061, 066, 075, 099, 102, 135, 137, 143, 147, 154, 161, 163, 165, 174, 183, 185, 187,189, 198, 201, 211, 226, 229, 231, 232, 233, 235, 242, 243.

Serie 303E (117 locomotive)
- EU07- 301, 311, 312, 313, 314, 315, 318, 329, 330, 332, 333, 335, 338, 339, 340, 344, 345, (346), 347, (350), 351, 352, (354), 355, 356, 357, 361, 362, 365, 366, 370, 371, 372, 373, 374, 375, 376, (378), 379, 381, 382, 383, 384, 385, 386, 387, 388 , 389, 390, 391, 392, 393, 394, 395, 396, 397, 400, 401, 408, 409, 410, 411, 412, 418, 419, 420, 422, 424, 425, 426, 427, 428, 430, (431), 434, 435, 436, 438, 439, 442, 444, (447), 448, 449, 450, 455, 456, 463, 464, 472, 474, 476, 479, 480, 481, 482, 486, 487, 500, 502, 505, 506, 507, 510, 513, 514, 517, (518), (521), 522, 525, 526, 534, 537, 541, 542, 544.

(tra parentesi i numeri delle locomotive ammodernate per Przewozy Regionalne)

### Serie EP07-10XX

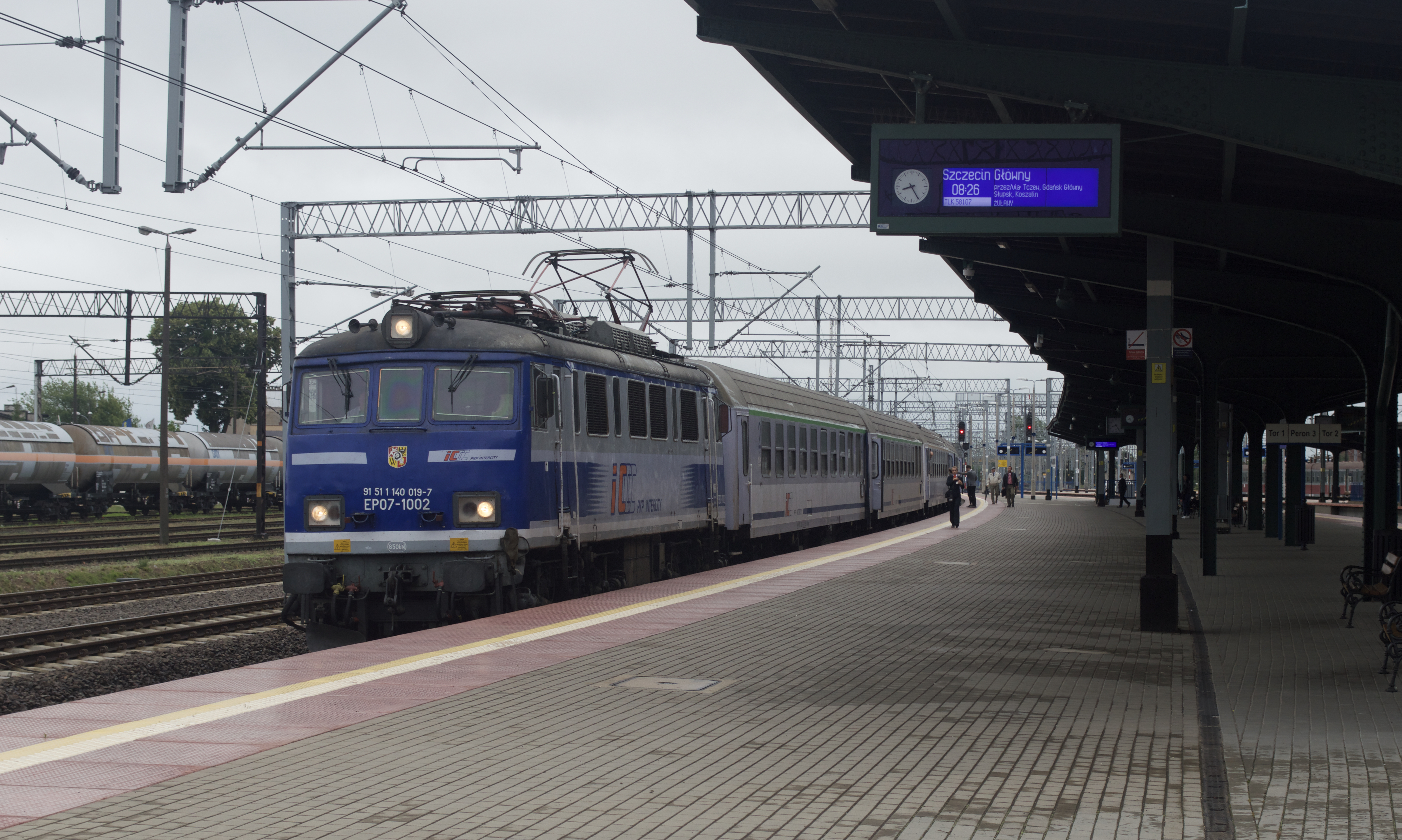
Locomotiva EP07-1002 nella stazione di Malbork

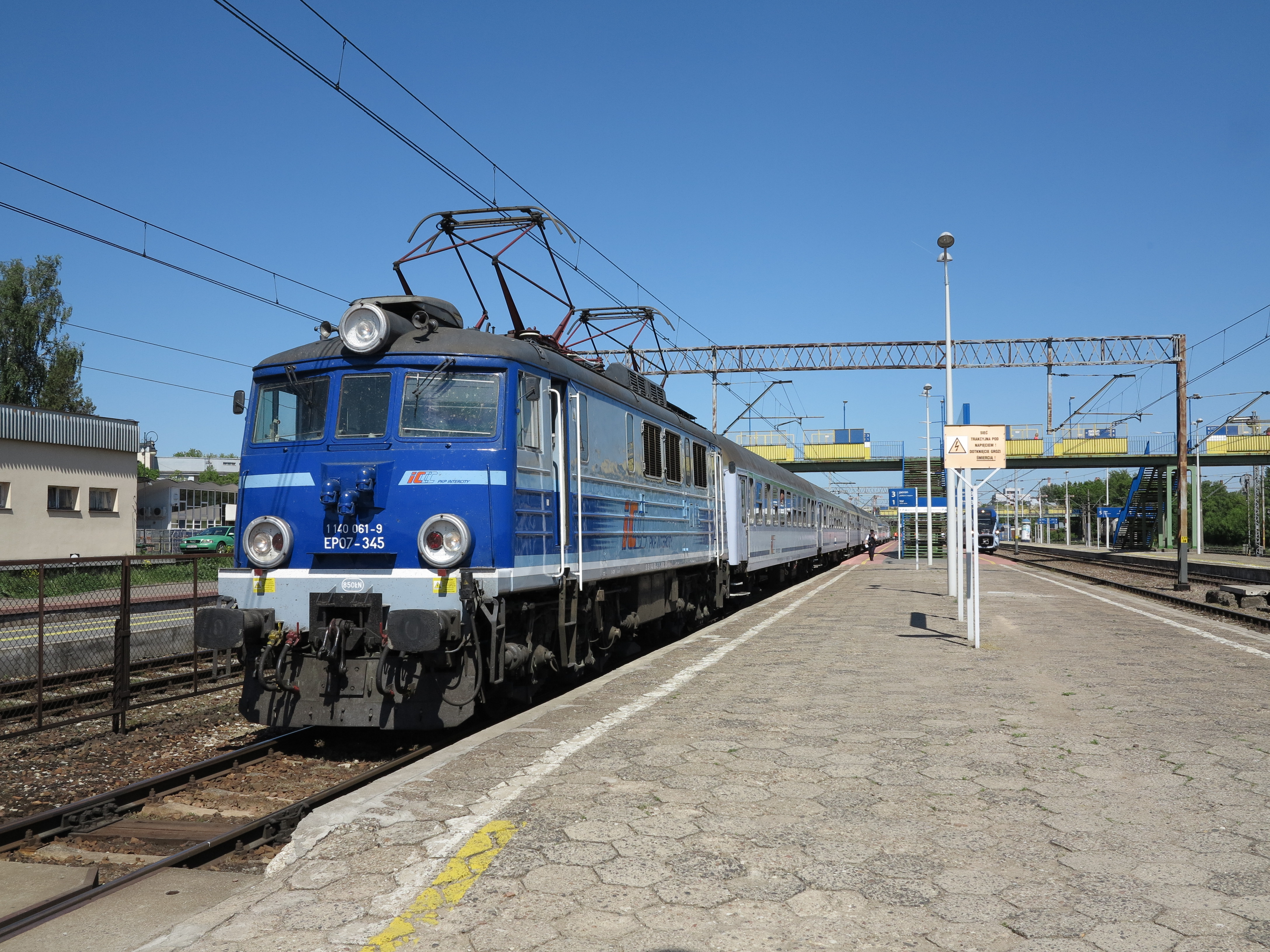
Locomotiva EP07-345 nella stazione di Białystok

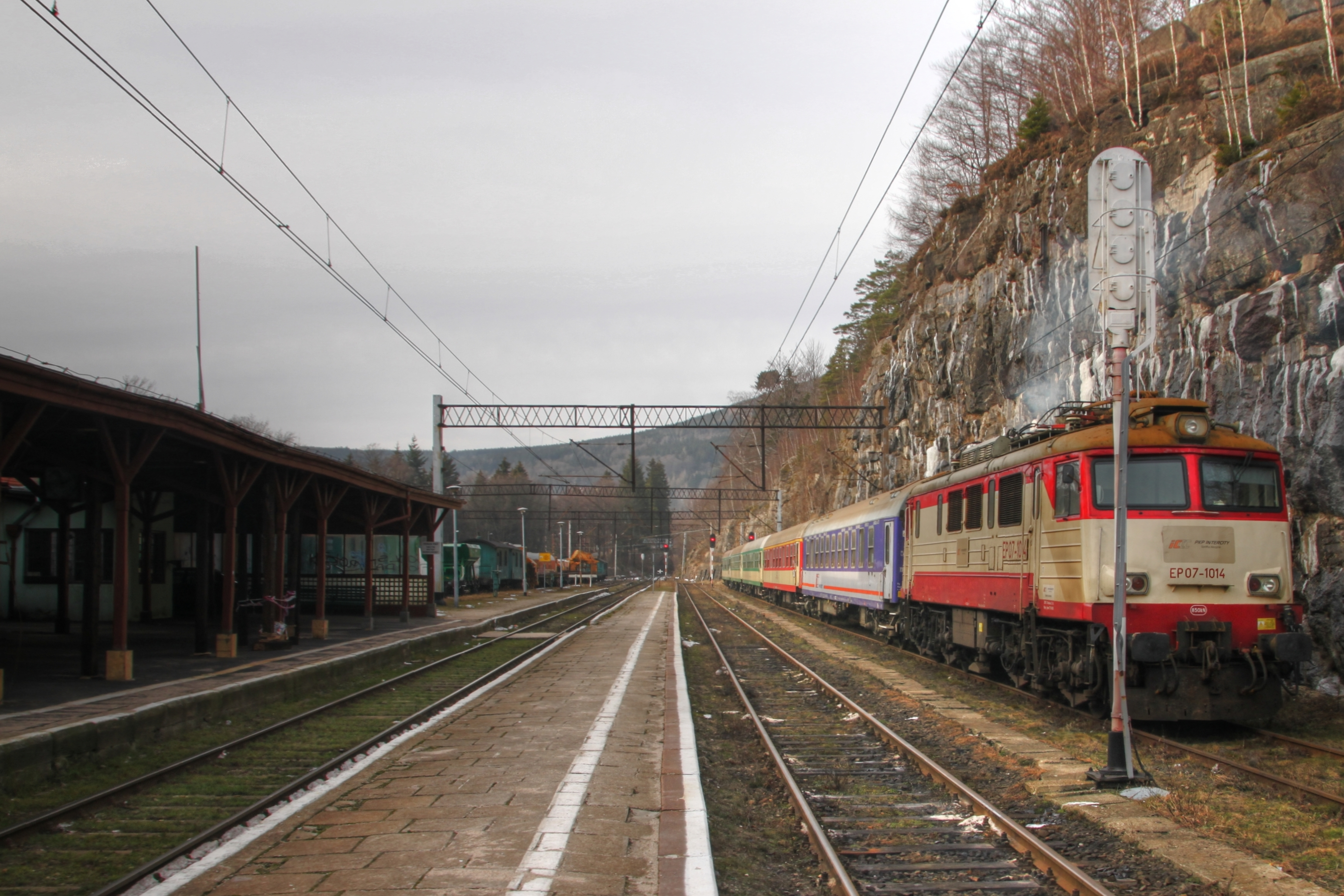
Locomotiva EP07-1014 di PKP Intercity, nella livrea Przewozy Regionalne, nella stazione di Szklarska Poręba Górna

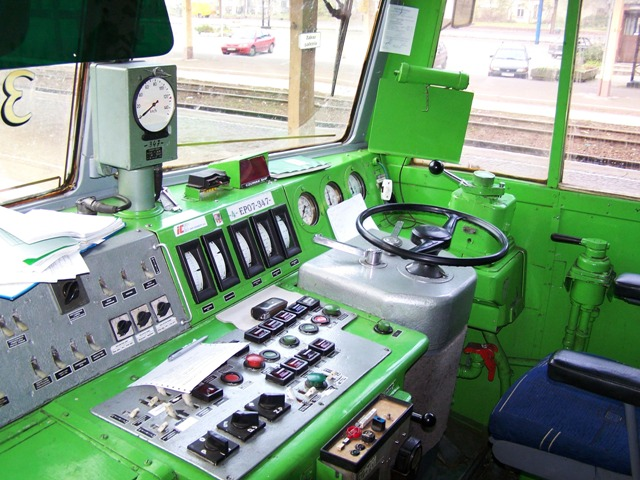
Pannello di controllo della EP07

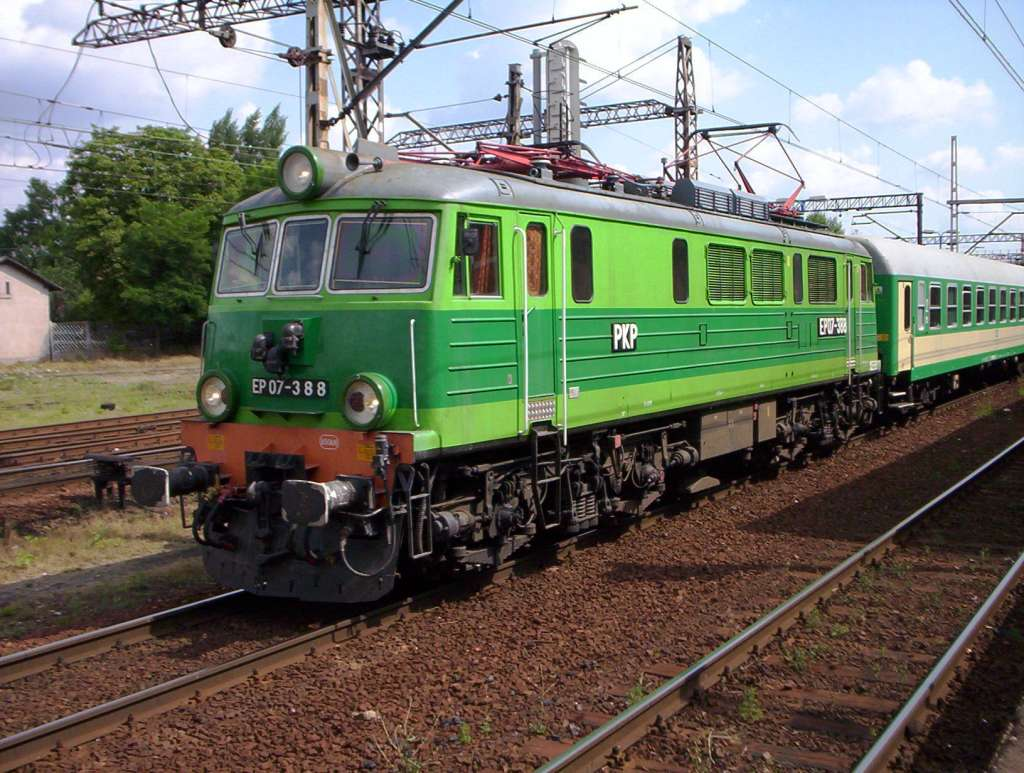
EP07-388 nella livrea PKP

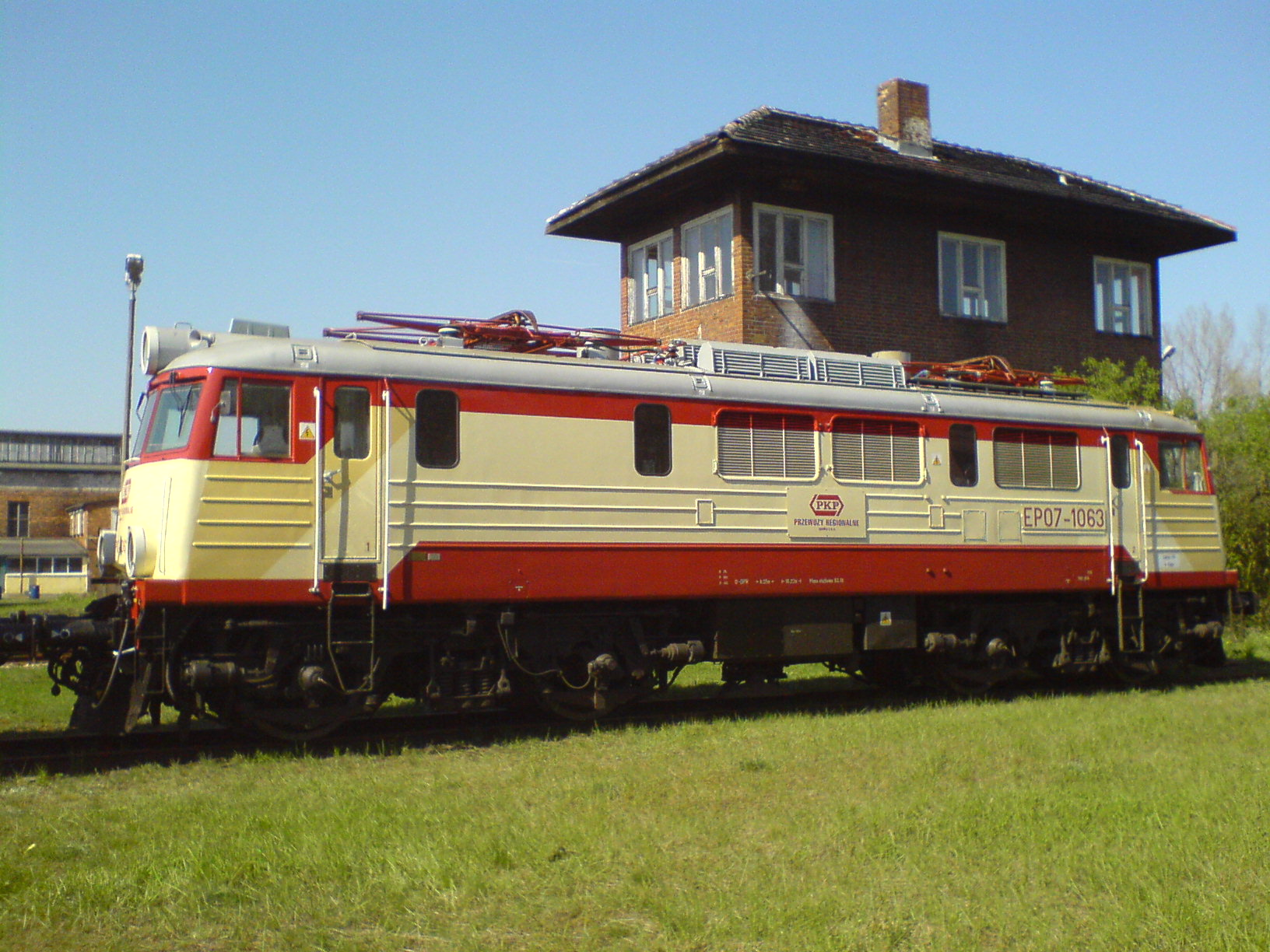
EP07-1063 nella livrea Przewozy Regionalne

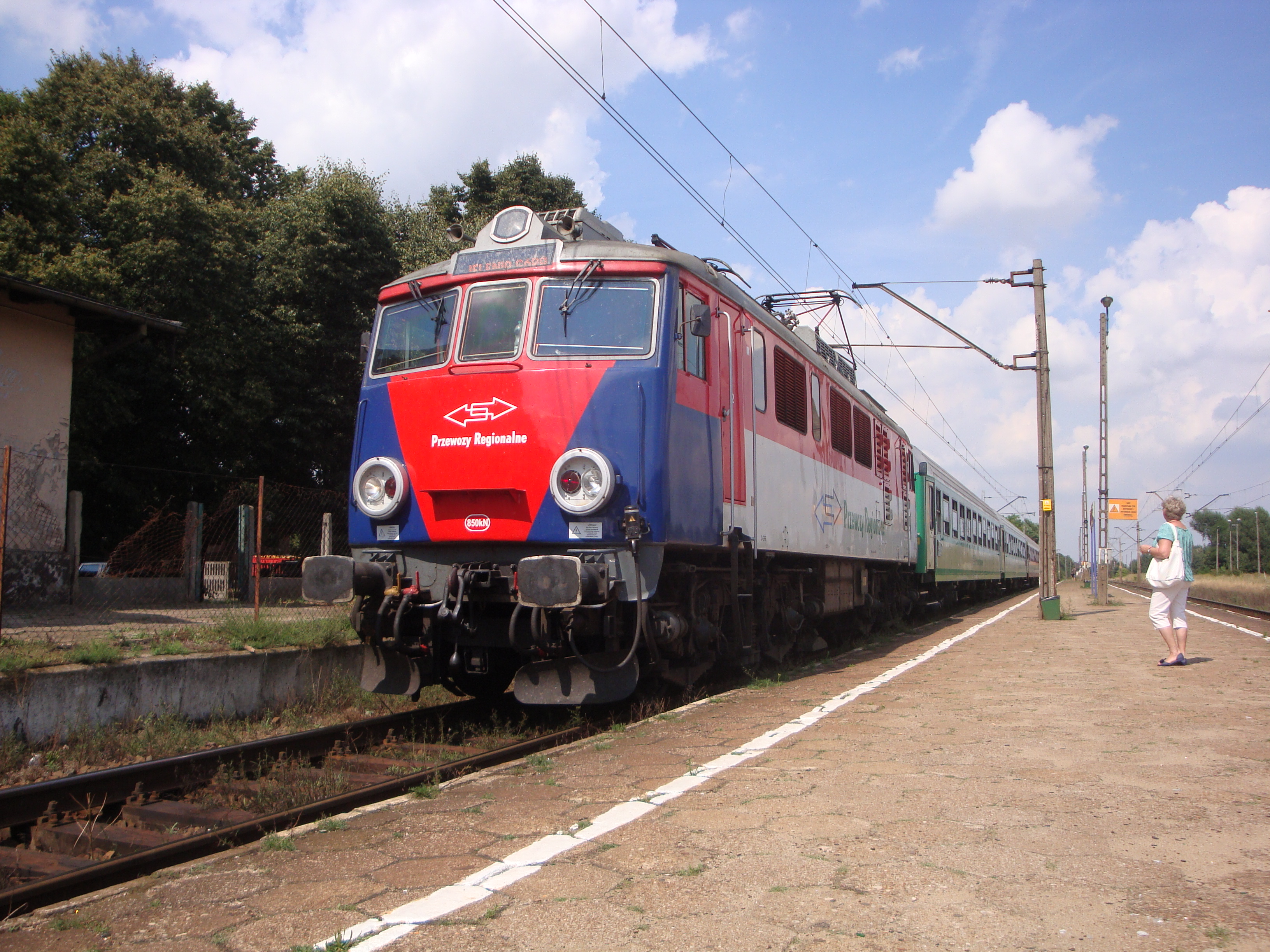
EP07P-2003 in servizio con Przewozy Regionalne

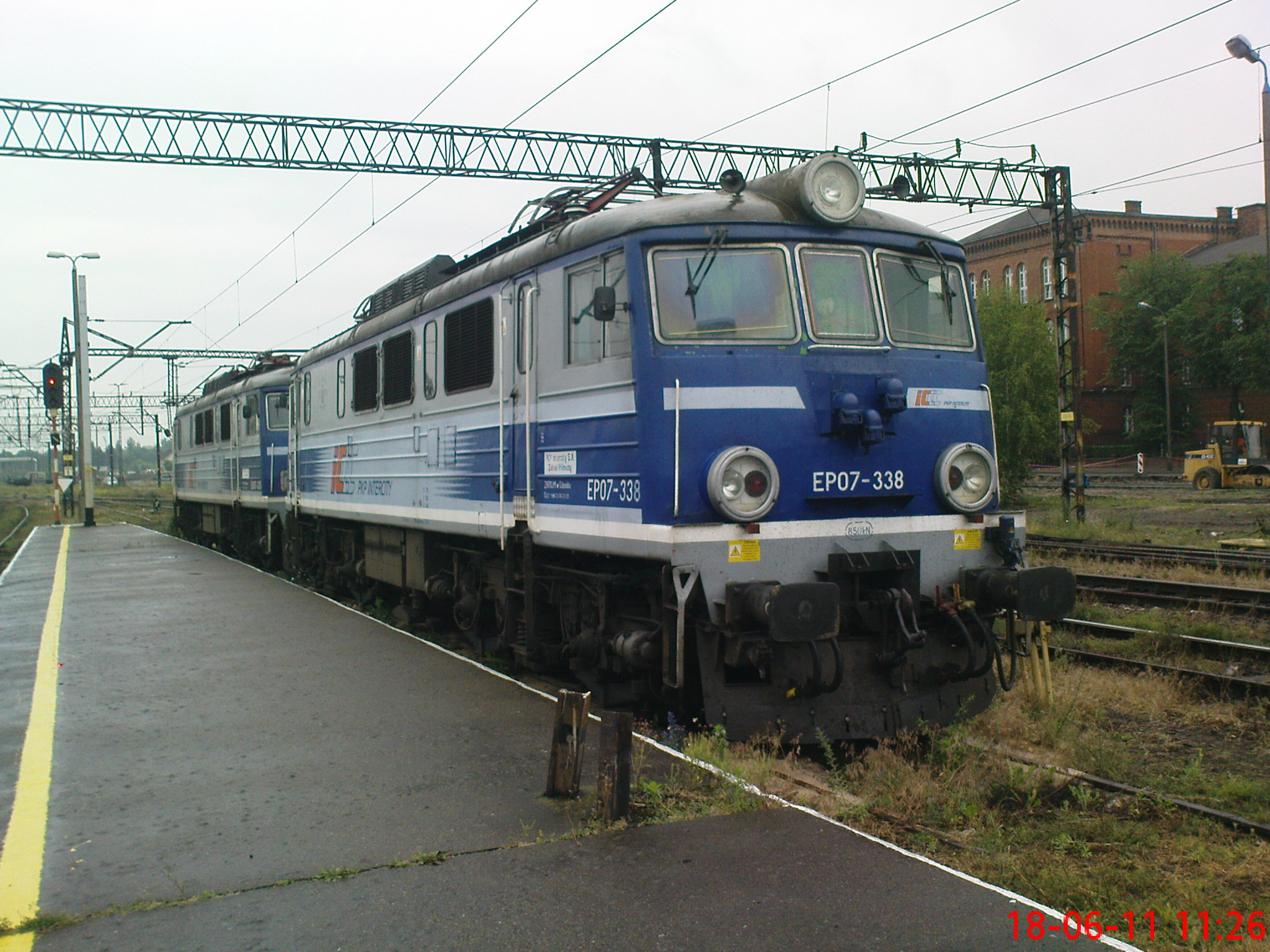
EP07-338 in livrea PKP Intercity alla stazione di Bydgoszcz Główna

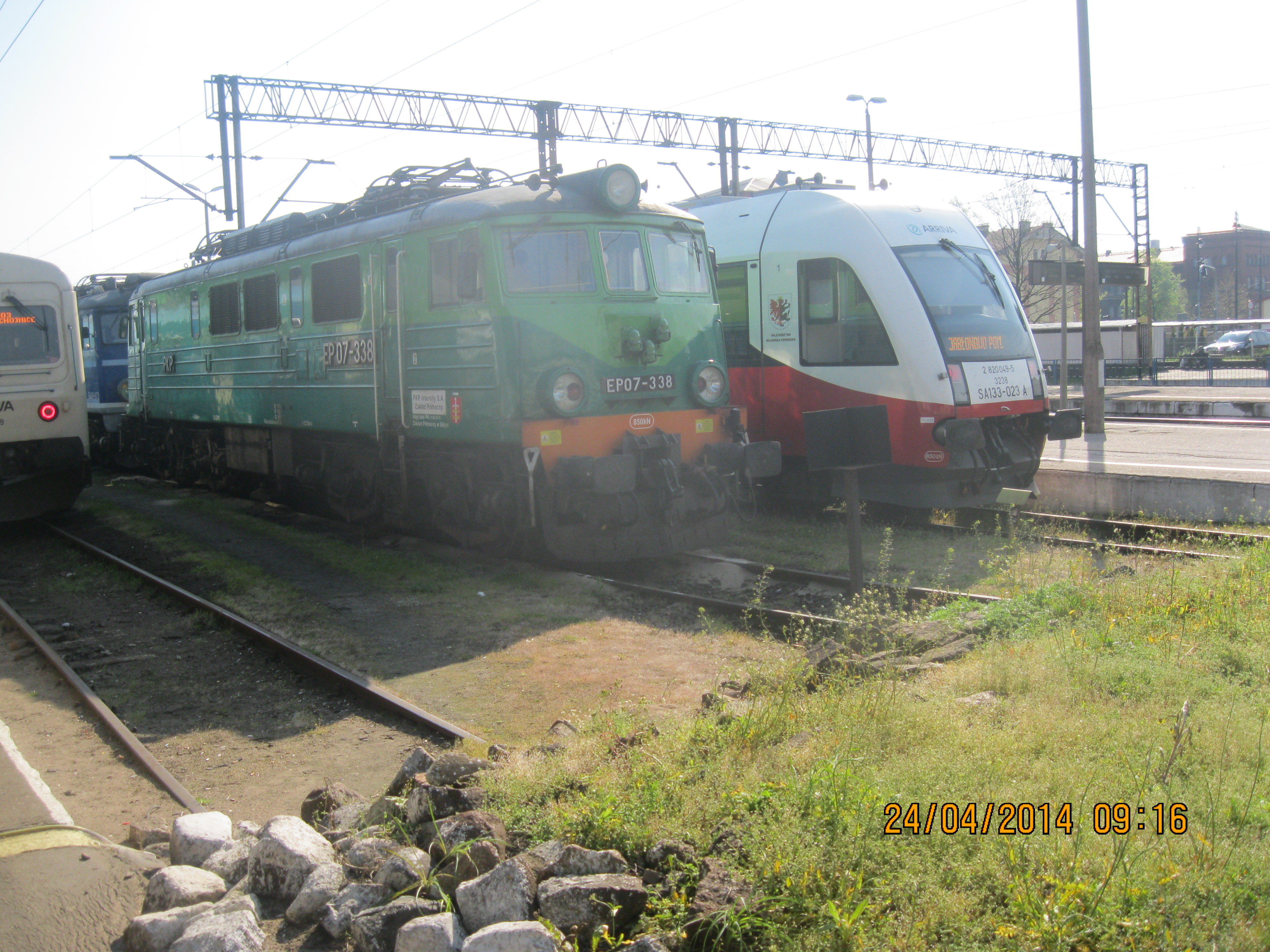
EP07-338 nella nuova livrea dopo la modernizzazione

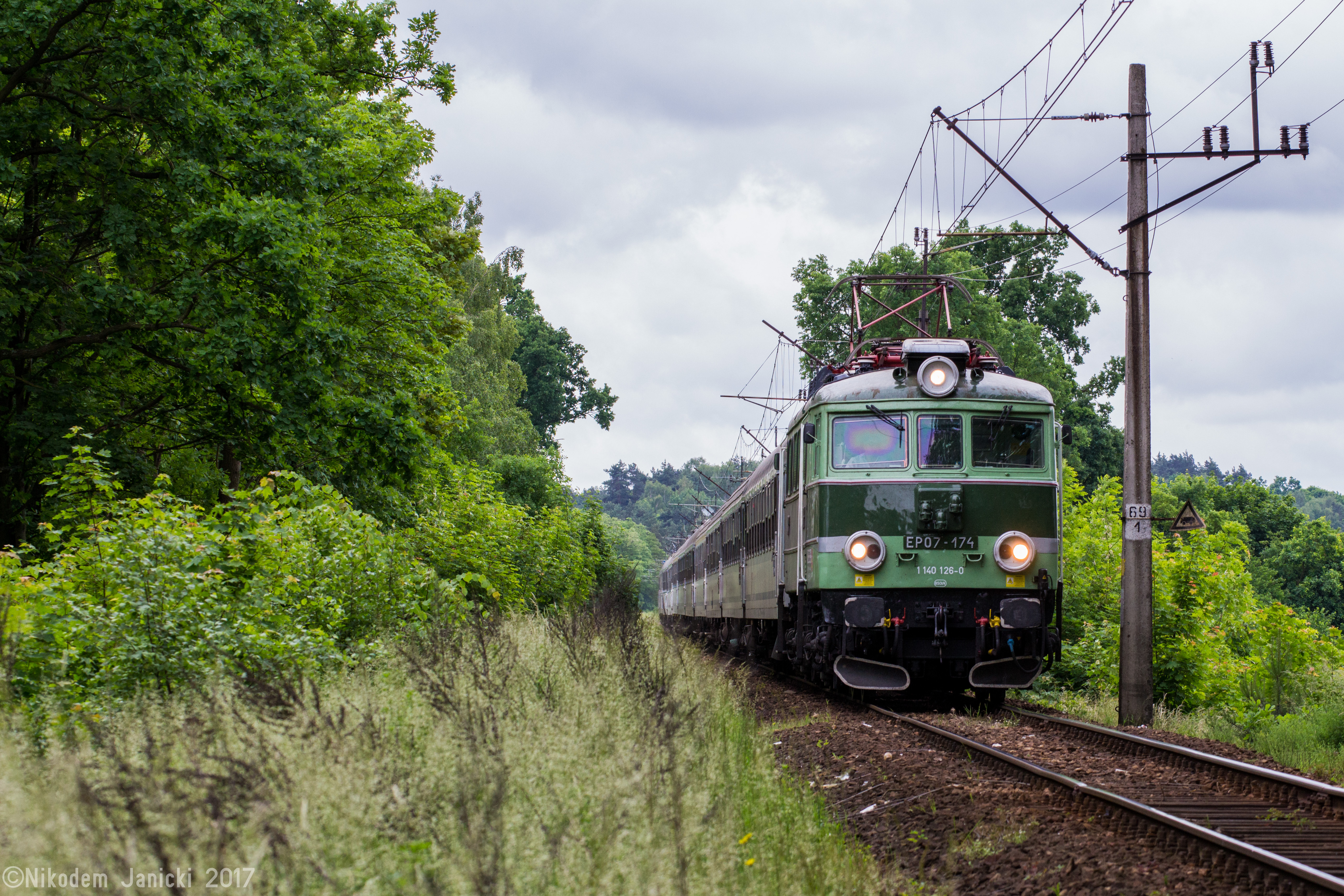
EP07-174 nella nuova livrea ricevuta nel 2017 dopo i lavori eseguiti presso le officine ZNTKiM Gdańsk e soprannominata "spinaci"

Queste locomotive erano state ammodernate per PKP Przewozy Regionalnych e successivamente trasferite a PKP Intercity: 
EU07-137 → EP07-1001   (ZNTK Oleśnica) Il 25 luglio 2013 la locomotiva ha avuto una collisione con un albero

EU07-147 → EP07-1002   (ZNTK Oleśnica)

EU07-486 → EP07-1003   (ZNTK Oleśnica)

EU07-102 → EP07-1004   (ZNTK Oleśnica)

EU07-352 → EP07-1005   (ZNTK Oleśnica)

EU07-075 → EP07-1006   (ZNTK Oleśnica)

EU07-386 → EP07-1007   (ZNTK Mińsk Mazowiecki)

EU07-525 → EP07-1008   (HCP Poznań)

EP07-518 → EP07-1009   (HCP Poznań)

EU07-057 → EP07-1010   (ZNTK Oleśnica)

EU07-066 → EP07-1011   (ZNTK Oleśnica)

EU07-021 → EP07-1012   (ZNTK Oleśnica)

EU07-409 → EP07-1013   (ZNTK Oleśnica)

EU07-315 → EP07-1014   (ZNTK Oleśnica)

EU07-143 → EP07-1015   (Newag Nowy Sącz)

EU07-472 → EP07-1016   (ZNTK Mińsk Mazowiecki)

EU07-481 → EP07-1017   (HCP Poznań)

EU07-463 → EP07-1018   (HCP Poznań)

EP07-521 → EP07-1019   (HCP Poznań)

EU07-099 → EP07-1020   (ZNLE Gliwice)

EU07-039 → EP07-1021   (ZNTK Oleśnica)

EU07-161 → EP07-1022   (ZNTK Oleśnica)

EU07-428 → EP07-1023   (ZNTK Oleśnica)

EU07-366 → EP07-1024   (Newag Nowy Sącz)

EU07-394 → EP07-1025   (Newag Nowy Sącz)

EU07-032 → EP07-1026   (ZNTK Mińsk Mazowiecki)

EU07-474 → EP07-1027   (ZNTK Oleśnica)

EU07-487 → EP07-1028   (HCP Poznań)

EU07-420 → EP07-1029   (HCP Poznań)

EP07-354 → EP07-1030   (HCP Poznań)

EU07-447 → EP07-1031   (HCP Poznań)

EU07-425 → EP07-1032   (HCP Poznań)

EU07-053 → EP07-1033   (ZNTK Oleśnica)

EU07-028 → EP07-1034   (ZNTK Mińsk Mazowiecki) il 12 agosto 2011 è stata coinvolta nel deragliamento del treno TLK Varsavia-Katowice a Babach

EU07-050 → EP07-1035   (ZNTK Oleśnica)

EU07-061 → EP07-1036   (ZNTK Oleśnica)

EU07-449 → EP07-1037   (ZNTK Oleśnica)

EU07-396 → EP07-1038   (ZNTK Oleśnica)

EU07-418 → EP07-1039   (Newag Nowy Sącz)

EU07-027 → EP07-1040   (ZNTK Mińsk Mazowiecki)

EU07-314 → EP07-1041   (Newag Nowy Sącz)

EU07-393 → EP07-1042   (ZNTK Mińsk Mazowiecki)

EU07-439 → EP07-1043   (HCP Poznań)

EU07-507 → EP07-1044   (HCP Poznań)

EP07-346 → EP07-1045   (HCP Poznań)

EP07-431 → EP07-1046   (HCP Poznań)

EU07-438 → EP07-1047   (ZNTK Mińsk Mazowiecki)

EU07-016 → EP07-1048   (Newag Nowy Sącz)

EU07-006 → EP07-1049   (ZNTK Oleśnica)

EU07-313 → EP07-1050   (ZNTK Oleśnica)

EU07-054 → EP07-1051   (ZNTK Oleśnica)

EU07-333 → EP07-1052   (ZNTK Mińsk Mazowiecki)

EU07-056 → EP07-1053   (ZNTK Oleśnica)

EU07-419 → EP07-1054   (ZNTK Oleśnica)

EU07-510 → EP07-1055   (ZNTK Mińsk Mazowiecki)

EU07-430 → EP07-1056   (ZNTK Oleśnica)

EU07-436 → EP07-1057   (ZNTK Oleśnica)

EU07-163 → EP07-1058   (Newag Nowy Sącz) il 26 giugno 2015 la locomotiva si è scontrata con un TIR

EU07-373 → EP07-1059   (Newag Nowy Sącz)

EU07-165 → EP07-1060   (Newag Nowy Sącz)

EU07-464 → EP07-1061   (HCP Poznań)

EU07-526 → EP07-1062   (HCP Poznań)

EP07-350 → EP07-1063   (HCP Poznań)

EP07-378 → EP07-1064   (HCP Poznań)

EU07-024 → EP07-1065   (RELOC – Rumunia)

EU07-231 → EP07-1066   (RELOC – Rumunia)

EU07-007 → EP07-1067   (ZNTK Oleśnica)

EU07-042 → EP07-1068   (ZNTK Mińsk Mazowiecki)

EU07-044 → EP07-1069   (ZNTK Mińsk Mazowiecki)

### Serie EP07P-200X
Serie ricostruita da ZNLE Gliwice dalle locomotive EU07 (serie 4E), per PKP Intercity, attualmente in gestione a Przewozy Regionalne :
EU07-046 → EP07P-2001 (ZNLE Gliwice)

EU07-235 → EP07P-2002 (ZNLE Gliwice)

EU07-189 → EP07P-2003 (ZNLE Gliwice)

EU07-232 → EP07P-2004 (ZNLE Gliwice)

EU07-226 → EP07P-2005 (ZNLE Gliwice)

## Locomotive dismesse
A causa delle cattive condizioni
EU07-011 dismessa il 21 dicembre 2007

EU07-036 dismessa il 18 settembre 2007

EU07-037 dismessa il 24 marzo 2008

EU07-049 dismessa il 31 dicembre 2007

EU07-084 dismessa il 14 dicembre 2007

EU07-178 dismessa il 31 dicembre 2007

EU07-200 dismessa il 24 marzo 2008

A causa di incidenti
- Serie 4E:
  - EP07-107 dismessa il 31 dicembre 2007
  - EP07-129 dismessa il 25 maggio 2007
- Serie 303E:
  - EP07-407 dismessa il 26 agosto 2004
  - EP07-392 dismessa il 5 maggio 2011

## Incidenti
Il 12 agosto 2011, la locomotiva numero 1034 è deragliata a Babach, una località del distretto di Piotrków mentre trainava un treno passeggeri da Varsavia Centrale a Katowice; l'incidente ha provocato la morte di un passeggero e il ferimento di altri 45 passeggeri.